# Pietà (El Greco)
La Pietà  è un dipinto di El Greco eseguito tra il 1571 e il 1576 durante il soggiorno a Roma e conservato nel Museum of Art di Filadelfia.

## Analisi
Si tratta di una tavola a pittura a tempera dipinta poco dopo l'arrivo di El Greco a Roma. Essa ha una chiara influenza dell'arte di Michelangelo, ma introduce uno schema triangolare concentrate sulle braccia di Cristo il viso della Vergine addolorata.
Le figure della composizione sono in mezzo a un paesaggio collinare dove ci sono le tre croci del Monte Calvario. El Greco ha usato toni simili ai pittori veneziani del rinascimento anche se il disegno è di fattura tipicamente romana.